# Batalla de Sacriporto
La batalla de Sacriporto ocurrió en abril de 82 a. C. durante la primera guerra civil de la República romana entre las tropas optimates comandadas por Sila y las populares de Cayo Mario.

## Antecedentes
Sila, tras firmar la paz de Dárdano, regresó a Roma dispuesto a enfrentar a sus opositores políticos, los populares. Estos estaban dirigidos por Cayo Mario y Cneo Papirio Carbón. Así, invadió la península itálica en 83 a. C. y derrotó a los ejércitos populares. Pero estos hicieron preparativos para el año siguiente, y la lucha se volvió encarnizada.

## Batalla
Una noche de abril Sila soñó que Cayo Mario le decía a su hijo que no presentara batalla ese día. Animado por ello, decidió combatir y mandó llamar a Cneo Cornelio Dolabela, que no se hallaba lejos. Sin embargo, sus soldados estaban cansados y sobrevino una intensa lluvia, por lo que los tribunos militares le hicieron desistir de la idea de combatir y ordenó acampar allí. Enterado de ello Cayo Mario, lo atacó pensando que la sorpresa le granjearía la victoria, pero los optimates, dejando de hacer lo que estaban haciendo, desenvainaron sus espadas y se pusieron a luchar. Estaba aún pareja la lucha cuando algunas cohortes populares desertaron a Sila y tal fue la confusión que se produjo entonces entre los de Cayo Mario, que se dieron a la fuga.

## Consecuencias
Los populares supervivientes, entre ellos Cayo Mario, se refugiaron en Preneste y Sila los sometería a un asedio. Sin embargo, la ciudad no caería hasta el 4 de noviembre, cuando toda Italia estaba en manos de Sila.